# Мечеть Бадшахі
Мече́ть Бадша́хі (урду ‏ بادشاہی مسجد — мечеть падишаха) — пакистанська мечеть у місті Лахор, друга за величиною в державі, після мечеті Фейсал в Ісламабаді. Вважається за одну з найбільш значущих пам'яток індо-ісламської сакральної архітектури доби Великих Моголів.

## Історія
З 1584 по 1598 рік у Лахорі розташовувалася резиденція могольського імператора Акбара Великого. Його наступники довго жили в цій резиденції і прикрашали місто новими чудовими будівлями. Останній із династії Великих Моголів, Аурангзеб (1658—1707), побудував у Лахорі знамениту мечеть, яку називають «мечеттю Бадшахі». Лахорська мечеть стала останнім досягненням архітектури періоду Великих Моголів .
Збудована в 1673-74 роках мечеть відтоді є головною пам'яткою Лахора. Вона схожа на споруджену двома десятиліттями раніше мечеть Джама-Масджид в Делі. На мармуровій плиті, встановленій над головним входом у мечеть, є різьблений напис: «Мечеть переможного і відважного владики Мухіддіна Мухаммада Аламгіра, побудована і закінчена під управлінням найскромнішого службовця імператорського двору Фідаї Хан Кока, 1084 року Хіджри». Згадуваний у написі Фідаї Хан Кока був зведеним братом Аурангзеба і начальником артилерії в його армії. Вартість будівництва мечеті «перевищила шість лакхів рупій» (1 лакх = 100 тисяч рупій). Надалі на утримання мечеті спрямовувалися доходи від цілого князівства Мултан..
На початку XIX сторіччя Лахор захопили сикхи, які влаштували в мечеті склад і пороховий льох. За часів британського колоніального правління галереї внутрішнього двору використовувалися як казарми для солдатів. 1856 року після довгих переговорів мечеть перейшла в руки мусульман і була відновлена. Після здобуття Пакистаном незалежності в 1947 році у мечеті велися великі ремонтні роботи.
1960 року було проведено повну реставрацію мечеті, після чого вона набула нинішнього вигляду.
Нині мечеть Бадшахі є кандидатом у список об'єктів Всесвітньої спадщини ЮНЕСКО.

## Архітектура
Жителі Лахора вважають її за найбільшу у світі. Розміри внутрішнього двору мечеті — 159×527 м. У мечеті вісім мінаретів: чотири по кутках молитовного залу і стільки ж по кутках муру, що оточує мечеть. Висота зовнішніх мінаретів — 62 метри. Над молитовним залом піднімаються три величезні біломармурові бані, що різко контрастують з червоними мінаретами, збудованими з пісковику.
Мечеть зведено на високій платформі, яка вивищується над старим містом навпроти Садів Шалімара і Лахорської фортеці. До її головного входу з трьох боків ведуть сходові марші з 22 сходинок, які закінчуються при складеній із червоного пісковику тераси. Головний вхід у мечеть увінчано безліччю башточок, двох'ярусний павільйон заввишки 19,8 метрів. Над павільйоном підноситься високе трицентрове склепіння, прикрашене різьбленням.
Через монументальні ворота можна потрапити у величезний внутрішній двір. Чотири високі мінарети завершуються витонченими біломармуровими павільйонами. Нинішні павільйони — це копії XIX століття, замість втрачених в результаті землетрусу 1840 року.
Зовнішній діаметр триярусних мінаретів становить 20,2 м. Усередині кругла шахта діаметром 2,55 метрів, прокладені вузькі гвинтові сходи з 204 сходинок ведуть на вершину мінарету.
Головний вхід відкривається у просторий, вимощений цеглою, внутрішній двір, в якому може вміститися від 55 до 60 тис. вірян. У центрі двору влаштовано біломармуровий водограй, біля якого віряни робили ритуальні обмивання. Нині фонтан для цієї мети вже давно не використовується. Двір оточує витончена аркова галерея, в якій в епоху Моголів містилося медресе. 1856 року британці знесли східну частину галереї, але пізніше її було відновлено і вона деякий час служила залом для обмивань.
У західному кінці двору височіє центральна будівля мечеті. Площа будинку, увінчаного трьома витонченими банями, становить 23 375 футів². Чільну сторону з червоного пісковику облицьовано алебастровими панелями і прикрашено найтоншим різьбленням, а також мармуровою інкрустацією. Склепінчастий проріз центрального входу має висоту 16,5 м.
Інтер'єр головної будівлі мечеті складається з двох протяжних залів. Ближній зал ділиться на два розлогі приміщення, а дальній складається зі сімох сполучених між собою залів, розділених вісьмома масивними арками. Все опорядження інтер'єру виконано в техніці різьби по вапняній штукатурці. Виняток становить оздоблений мармуром міхраба .

## Реліквії
У верхньому ярусі головного входу міститься маленький музей, в якому знаходиться чимало ісламських реліквій. Всього у скляних вітринах зберігаються двадцять сім реліквій, серед яких зелений тюрбан пророка Мухамеда, відбиток його ноги і його прапор; хустки, вишиті дочкою пророка Мухамеда Фатимою; перша сура Корану, переписана рукою праведного халіфа Алі ібн Абу Таліба; хустина Хусейна ібн Алі зі слідами його крові.
Згідно з переказами, більшість реліквій, що знаходяться у мечеті, було привезено в Лахор великим завойовником Тимуром — «залізним кульгавцем». Вони спочатку зберігалися в імператорському палаці Шиш-Махал (Дзеркальний палац), а 1883 року їх передали у мечеть Бадшахі.
2002 року з музею мечеті викрадено сандалі, що належали пророку Мухамеду. Поліція заарештувала восьмеро служителів мечеті, яких звинуватили в недбальстві, через яке злочинці змогли скоїти крадіжку. У зв'язку з викраденням керівництво мечеті поставило питання про перенесення реліквій у безпечніше місце — Лахорський музей. У результаті, було вирішено залишити їх у мечеті, до якої щорічно прибуває величезна кількість прочан, охочих на власні очі побачити ісламські реліквії.